# 1969 في نيوزيلندا
فيما يلي قوائم الأحداث التي وقعت خلال عام 1969 في نيوزيلندا.

## رياضة
- 1 يناير – كأس نيوزيلندا 1969 الفائز Eastern Suburbs AFC [الإنجليزية]‏.

## مواليد

### يناير
- 1 يناير – أندي كينت
- 1 يناير – إيفلين فيشر
- 1 يناير – بنجامين مارتن لاعب شطرنج نيوزيلندي.
- 1 يناير – ريتشارد لويس سياسي نيوزيلندي.
- 2 يناير – إيما نيل
- 15 يناير – سيمون كرافار متسابق دراجات نارية نيوزيلندي.
- 20 يناير – بلير لارسن لاعب رغبي نيوزيلندي.
- 27 يناير – شاين تومسون لاعب كركيت نيوزيلندي.

### فبراير
- 23 فبراير – ميخائيل كامبل لاعب غولف نيوزيلندي.
- 24 فبراير – جبريل ريد ممثل نيوزيلندي.

### مارس
- 19 مارس – سكوت براونلي مُجدّف نيوزيلندي.[1]

### أبريل
- 27 أبريل – بريت ستيفن لاعب كرة مضرب نيوزيلندي.

### مايو
- 3 مايو – كريس زوريكيخ لاعب كرة قدم نيوزلندي.[2]

### أغسطس
- 10 أغسطس – كارل هال
- 12 أغسطس – جايسون ميلز لاعب كريكت نيوزلندي.
- 21 أغسطس – بروس آنستي متسابق دراجات نارية نيوزيلندي.

### سبتمبر
- 5 سبتمبر – ريبيكا تايلور مصممة أزياء نيوزيلندية.
- 8 سبتمبر – راشيل هنتر
- 10 سبتمبر – كرايغ إينز لاعب رغبي نيوزيلندي.
- 17 سبتمبر – غريغ كينغ محامي نيوزيلندي.
- 19 سبتمبر – ريتشارد إرفينغ لاعب كريكت نيوزلندي.

### أكتوبر
- 2 أكتوبر – ديفيد كوفنتري
- 10 أكتوبر – مانو بينيت ممثل نيوزيلندي.
- 14 أكتوبر – والتر ليتل لاعب رغبي نيوزيلندي.
- 26 أكتوبر – كرايغ دود لاعب رغبي نيوزيلندي.

### نوفمبر
- 3 نوفمبر – توني دنلوب مُجدّف نيوزيلندي.[3]
- 11 نوفمبر – ميخائيل أوينز لاعب كركيت نيوزيلندي.
- 20 نوفمبر – كريس هاريس لاعب كركيت نيوزيلندي.
- 21 نوفمبر – جيمي جوزيف لاعب رغبي نيوزيلندي.

## وفيات

### يناير
- 1 يناير – راتا لوفيل سميث (مواليد 1894) رسامة نيوزيلندية.
- 8 يناير – ليزلي أندرو (مواليد 1897)[4]

### فبراير
- 8 فبراير – آرشي ماكورميك (مواليد 1899)
- 18 فبراير – توماس ديكل (مواليد 1897) لاعب كريكت نيوزلندي.
- 25 فبراير – كوثبرت ماكلين (مواليد 1886)

### مارس
- 7 مارس – دوغلاس أرشيبالد كامبل (مواليد 1906)

### مايو
- 7 مايو – جون الكسندر فيرغسون (مواليد 1881) قاضي أسترالي.
- 9 مايو – أندرو أوبراين (مواليد 1897)
- 24 مايو – والتر هارفي (مواليد 1891) لاعب كريكت نيوزلندي.

### يونيو
- 5 يونيو – اريك أنسون (مواليد 1892) طبيب نيوزيلندي.
- 17 يونيو – فرانك وير (مواليد 1903) لاعب كريكت نيوزلندي.
- 19 يونيو – فرنسيس بيلامي (مواليد 1909) لاعب كريكت نيوزلندي.

### نوفمبر
- 29 نوفمبر – دايموند جيني (مواليد 1886)[5]